# Pseudosinella alfonsii
Pseudosinella alfonsii is een springstaartensoort uit de familie van de Entomobryidae. De wetenschappelijke naam van de soort is voor het eerst geldig gepubliceerd in 1982 door Dallai & Malatesta.